# Кенонси Осијек
Кенонси Осијек су хрватски клуб америчког фудбала из Осијека. Основани су 2010. године. Такмиче се тренутно у Првој лиги Хрватске и регионалној ААФЛ лиги.